# Romita (Messico)
Romita è una città messicana situata nella parte sud-orientale dello stato del Guanajuato e capoluogo dell'omonimo comune.
L'intera municipalità conta 56.655 abitanti (dato del 2010) e ha un'estensione di 441,26 km².